# 川島手術
川島手術（かわしましゅじゅつ、英：Kawashima procedure）は、機能的な心室が1つしかなく下大静脈の欠落を有する先天性心疾患に対して行われる手術。川島康生によって1978年に初めて施行され、1984年に報告された。
なお、川島本人はこの手術方法を「total cavopulmonary shunt （TCPS）」手術と呼んでいたが、ロンドンのde Levalがこの方法を理論づけして「total cavopulmonary connection（TCPC）」と略称が紛らわしい発表をしたので「（この後区別のため）TCPSをKawashima operation と呼んでくれている人が増えたように思う。」と川島は述べている。

## 概要
技術的には、上半身の静脈血流を肺へ流入させるために用いられるグレン手術とよく似る。ただし、下大静脈が欠落した患者では下半身の血液のほとんどは上半身からの血液に合流した後、上大静脈を介して心臓に戻る。このため、グレン手術のように上大静脈の血液を肺へ流入させると、静脈血の半分以上が肺へ向かうこととなる。
川島術後、心臓に還流する静脈血は腹部臓器から肝静脈を介して流れるもののみとなる。その結果、グレン術後よりも低酸素症がはるかに少なくなり、過剰な拍出も抑えられる。ただし、低酸素症は時間の経過とともに悪化しうるため（肺に微細な動静脈瘻が生じ、酸素化されていない血液が通過する）、最終的にフォンタン手術を要する可能性がある。
なお、川島は「この手術後は肝静脈の血液が肺に流れ込みにくくなる」ことに着目し、なにか肝臓から生産された物質が肺に届かなくなることで動静脈瘻が起きるのではないかと考え、肝静脈を奇静脈に吻合した所、この合併症を予防ないし治療出来ることが明らかになった。